# Contos de Verão
Contos de Verão é uma minissérie brasileira produzida e exibida pela TV Globo de 20 de abril a 14 de maio de 1993, em 15 capítulos.
Escrita por Domingos de Oliveira, com colaboração de Priscilla Rozenbaum, Clarice Niskier, Patrícia Perrone, Lenita Plonczinski e Samanta Mattos, roteiro final de Roberto Farias e Sérgio Marques, direção-geral de Roberto Farias e direção de Mauro Farias e Lui Farias.

## Enredo
Cabral é um escritor que narra casos de amor num verão em Búzios, Rio de Janeiro. Ele se refugia no balneário para escrever uma minissérie para a televisão, composta de dezesseis contos. Nos episódios, Cabral narra sua própria vida. Ele está envolvido com Glorinha, vinte anos mais jovem, cheia de vida e projetos, dentre eles, ter um filho. Mas Cabral tem 50 anos, cinco casamentos desfeitos, e uma filha, Samanta, uma jovem atriz tempestuosa e requisitada. Em Búzios, Samanta reecontra seu primeiro namorado, Daniel, e a paixão entre os dois renasce, mesmo ele estando noivo de Marta.
Paralelamente há outras histórias de amor, como do tímido Ernesto, que ama secretamente a professora Teresa, e do carteiro Juvenal, apaixonado pela babá Rosa, mas sem saber se expressar, pede a Cabral que escreva cartas para ela em seu nome. Henrique é um homem orgulhoso que nunca aceitou ajuda de ninguém para estabelecer-se na vida, mas é obrigado a pedir dinheiro emprestado para o bicheiro Godofredo quando sua esposa, Neusa, é hospitalizada. Pamela e Ari vivem um casamento falido que vêem reacender a vida sexual quando se envolvem com outras pessoas: ela passa a trair o marido com Thales, melhor amigo dele, enquanto ele com Renata, esposa do amigo. Já Flávia é uma garota de 15 anos que decidiu estar ponta para perder a virgindade e escolheu Narciso para isso, fazendo de tudo para conquistá-lo.

## Elenco
| Interprete           | Personagem                |
| -------------------- | ------------------------- |
| Reginaldo Faria      | Domingos Cabral (Cabral)  |
| Vera Zimmerman       | Glória Cardoso (Glorinha) |
| Nuno Leal Maia       | Ari                       |
| Maitê Proença        | Pâmela                    |
| Bia Seidl            | Renata                    |
| Antônio Calloni      | Thales                    |
| Ana Kutner           | Samanta Cabral            |
| Rubens Caribé        | Daniel                    |
| Roberto Bomtempo     | Juvenal                   |
| Priscilla Rozenbaum  | Rosa                      |
| João Camargo         | Ernesto                   |
| Domingos de Oliveira | Jonas                     |
| Yara Lins            | Mariana                   |
| Nelson Dantas        | Henrique Junqueira        |
| Paula Newlands       | Marta                     |
| Márcia Cabrita       | Profª. Teresa             |
| Marcos Breda         | Luiz                      |
| Regina Restelli      | Marisa (Sassá)            |
| Ângelo Paes Leme     | Mário                     |
| Renata Pessoa        | Fátima                    |
| Rodrigo Penna        | Ângelo                    |
| Danni Carlos         | Fernanda (Nanda)          |
| Guga Coelho          | Narciso                   |
| Natália Grimberg     | Flávia                    |
| José Lewgoy          | Alberto                   |
| Ilva Niño            | Neusa Junqueira           |
| Shulamith Yaari      | Nair                      |
| Othon Bastos         | Francisco (Chico)         |
| Lúcia Alves          | Nádia                     |
| Reinaldo Gonzaga     | Humberto                  |
| Vera Gimenez         | Teodora                   |
| Felipe Pinheiro      | Mauro Maurício            |
| Paula Lavigne        | Singrid                   |
| Fábio Barreto        | João                      |
| Paulo Reis           | Artur Junqueira           |
| Tânia Loureiro       | Cecília                   |
| Leonardo José        | Otávio                    |
| Maria Gladys         | Selma                     |
| Zeny Pereira         | Carmem                    |
| Deborah Secco        | Fabíola                   |
| Aline Vargas         | Fabiana                   |
| Sérgio Mendonça      | José (Zezinho)            |

### Participações especiais
| Interprete          | Personagem         |
| ------------------- | ------------------ |
| Jece Valadão        | Deputado Godofredo |
| Rogério Fróes       | Araripe            |
| Imara Reis          | Diana              |
| Patrícia Naves      | Marina             |
| Leonardo Franco     | Nogueira           |
| Rodolfo Bottino     | Rodrigo Melo       |
| Clarice Niskier     | Clarice            |
| Dedina Bernardelli  | Betina             |
| Sara Lavigne        | Maria              |
| Ivan de Albuquerque | Seu Bené           |
| Ida Gomes           | Julieta            |

## Exibição
Foi reexibida pelo Viva de 5 de dezembro a 23 de dezembro de 2011, substituindo Labirinto e sendo substituída por O Tempo e o Vento.